# Simning vid världsmästerskapen i simsport 2024 – Damernas 400 meter medley
Damernas 400 meter medley vid världsmästerskapen i simsport 2024 avgjordes den 18 februari 2024 i Aspire Dome i Doha i Qatar.
Brittiska Freya Colbert tog guld efter ett lopp på 4 minuter och 37,14 sekunder. Silvret togs av israeliska Anastasia Gorbenko och bronset togs av italienska Sara Franceschi.

## Rekord
Inför tävlingens start fanns följande världs- och mästerskapsrekord:
|                   | Namn            | Nation | Tid     | Ort             | Datum        |
| ----------------- | --------------- | ------ | ------- | --------------- | ------------ |
| Världsrekord      | Summer McIntosh | Kanada | 4.25,87 | Toronto, Kanada | 1 april 2023 |
| Mästerskapsrekord | Summer McIntosh | Kanada | 4.27,11 | Fukuoka, Japan  | 30 juli 2023 |

## Resultat

### Försöksheat
Försöksheaten startade klockan 09:50.
| Placering | Heat | Bana | Namn                  | Nationalitet     | Tid     | Noteringar |
| --------- | ---- | ---- | --------------------- | ---------------- | ------- | ---------- |
| 1         | 2    | 7    | Tessa Cieplucha       | Kanada           | 4.40,80 | 0Q0        |
| 2         | 2    | 2    | Anja Crevar           | Serbien          | 4.41,11 | 0Q0        |
| 3         | 3    | 4    | Freya Colbert         | Storbritannien   | 4.42,33 | 0Q0        |
| 4         | 2    | 5    | Cyrielle Duhamel      | Frankrike        | 4.42,68 | 0Q0        |
| 5         | 3    | 6    | Anastasia Gorbenko    | Israel           | 4.42,79 | 0Q0        |
| 6         | 2    | 6    | Ichika Kajimoto       | Japan            | 4.42,85 | 0Q0        |
| 7         | 2    | 3    | Boglárka Kapás        | Ungern           | 4.43,53 | 0Q0        |
| 8         | 2    | 4    | Sara Franceschi       | Italien          | 4.43,61 | 0Q0        |
| 9         | 3    | 2    | Lilla Bognar          | USA              | 4.44,22 |            |
| 10        | 3    | 5    | Ella Jansen           | Kanada           | 4.44,93 |            |
| 11        | 3    | 0    | Kristen Romano        | Puerto Rico      | 4.45,78 |            |
| 12        | 2    | 8    | Mao Yihan             | Kina             | 4.46,88 |            |
| 13        | 3    | 1    | Kayla Han             | USA              | 4.47,12 |            |
| 14        | 3    | 7    | Agostina Hein         | Argentina        | 4.47,45 |            |
| 15        | 3    | 8    | Gabrielle Roncatto    | Brasilien        | 4.48,44 |            |
| 16        | 3    | 9    | Zuzanna Famulok       | Polen            | 4.48,53 |            |
| 17        | 2    | 1    | Kamonchanok Kwanmuang | Thailand         | 4.49,11 |            |
| 18        | 2    | 0    | Xiandi Chua           | Filippinerna     | 4.51,01 |            |
| 19        | 3    | 3    | Kiah Melverton        | Australien       | 4.53,82 |            |
| 20        | 1    | 4    | Gwinn Applejean       | Kinesiska Taipei | 5.00,08 |            |
| 21        | 1    | 3    | Karin Belbeisi        | Jordanien        | 5.20,71 |            |
| –         | 1    | 5    | Nikoleta Trníková     | Slovakien        | 0DNS0   | 0DNS0      |

### Final
Finalen startade klockan 20:19.
| Placering | Bana | Namn               | Nationalitet   | Tid     | Noteringar |
| --------- | ---- | ------------------ | -------------- | ------- | ---------- |
| 1         | 3    | Freya Colbert      | Storbritannien | 4.37,14 |            |
| 2         | 2    | Anastasia Gorbenko | Israel         | 4.37,36 | 0NR0       |
| 3         | 8    | Sara Franceschi    | Italien        | 4.37,86 |            |
| 4         | 5    | Anja Crevar        | Serbien        | 4.38,93 |            |
| 5         | 1    | Boglárka Kapás     | Ungern         | 4.39,78 |            |
| 6         | 6    | Cyrielle Duhamel   | Frankrike      | 4.41,95 |            |
| 7         | 4    | Tessa Cieplucha    | Kanada         | 4.43,02 |            |
| 8         | 7    | Ichika Kajimoto    | Japan          | 4.43,61 |            |